# Adamsbrug

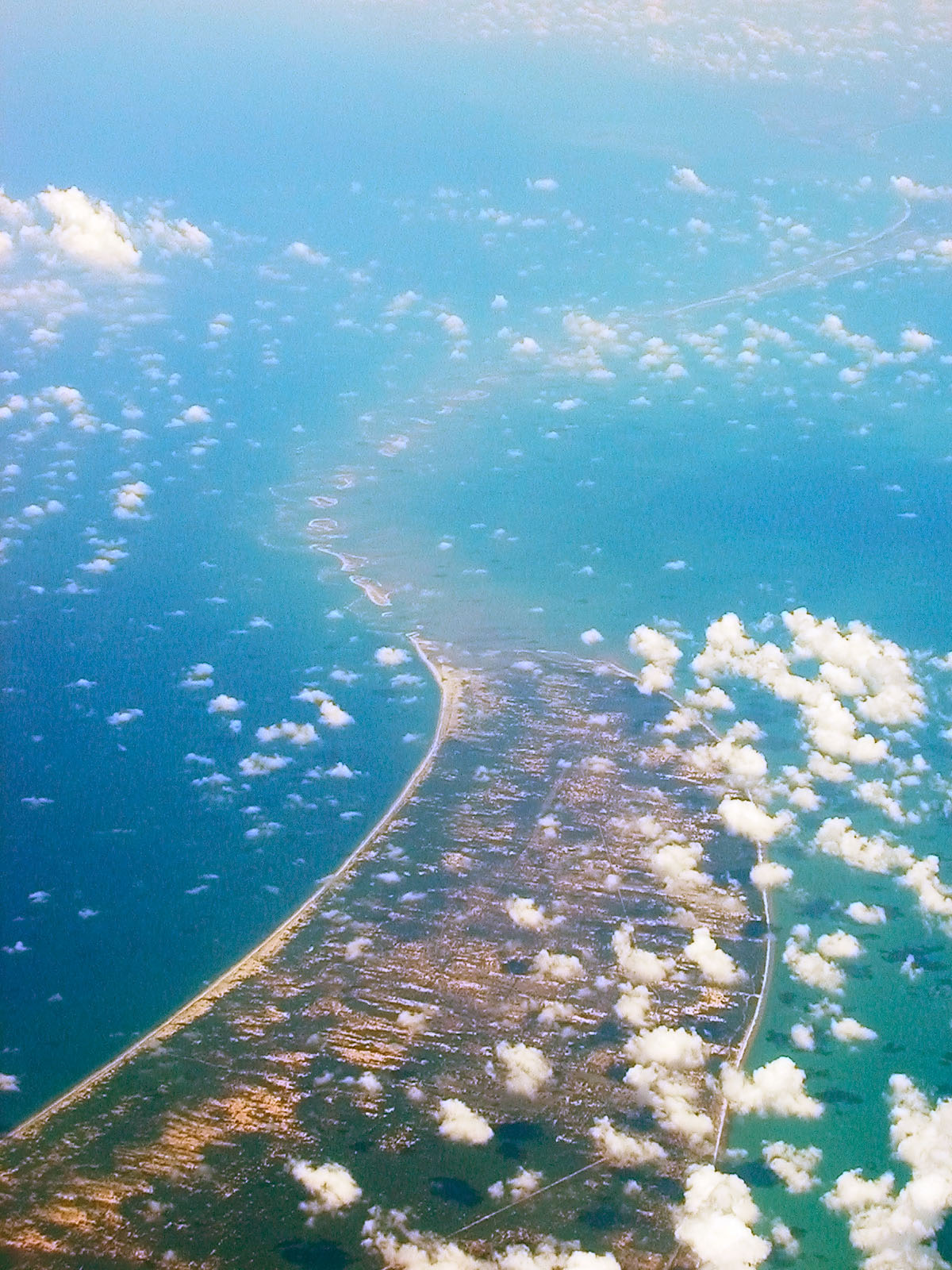
De Adamsbrug gezien vanuit de lucht

De Adamsbrug (Tamil: ஆதாம் பாலம், āthām pālam), ook bekend als Ram Setu (Tamil: இராமர் பாலம், irāmar pālam), is een keten van kalkstenen zandbanken, koraalriffen en eilanden tussen de eilanden Mannar, nabij het noordwesten van Sri Lanka, en Rameswaram, net voor de kust van Tamil Nadu, India. De brug is volgens geologen een voormalige landverbinding tussen India en Sri Lanka.
In tegenstelling tot de naam is het dus geen brug en is er geen wegverbinding, maar de twee grote eilanden aan de uiteinden zijn elk door een echte brug met het vasteland verbonden.
De Adamsbrug is 48 kilometer lang en scheidt de Golf van Mannar van de Straat Palk. Sommige van de zandbanken liggen droog en de zee eromheen is erg ondiep.

## Naam
De brug werd voor het eerst genoemd in historische werken uit de 11e eeuw. Zo wordt de brug omschreven door Al-Biruni Ibn Khordadbeh in zijn Boek der Wegen en Koninkrijken (ca. 850). Hierin werd de brug Set Bandhai of "Brug van de Zee" genoemd.
De naam Adamsbrug komt vermoedelijk van de islamitische legende dat Adam de brug zou hebben gebruikt om Adam's Peak in Sri Lanka te bereiken. Zowel de berg als de brug zijn naar deze legende genoemd. De Indische naam Ram Setu is afkomstig uit een Hindoelegende dat de brug zou zijn gebouwd door het Vanara-leger van Rama, die de brug zou hebben gebruikt om Sri Lanka te bereiken en zijn vrouw Sita te redden.
De oudste topografische kaart waarop de Adamsbrug is vermeld, werd in 1744 uitgegeven door de Amsterdamse uitgever en cartograaf Isaak Tirion (1705-1765). Het betreft de Nieuwe kaart van t Eiland Ceilon, onder meer in het bezit van de Atlas Van Stolk te Rotterdam.

## Locatie
Adamsbrug begint als een keten van zandbanken bij de Dhanuskoditop van het eiland Rameswaram voor de kust van India, en eindigt bij het eiland Mannar voor de kust van Sri Lanka. Beide eilanden zijn bereikbaar via een spoor- en verkeersbrug, tussen Rameswaram en India de 2 kilometer lange Pambanbrug, tussen Mannar en Sri Lanka de 3,5 kilometer lange Mannar Peace Bridge.

## Geologische leeftijd en achtergrond
Over het ontstaan van de Adamsbrug bestaan verschillende theorieën. Zo is er een theorie dat hij oorspronkelijk de grootste tombolo ter wereld was, tot deze door het stijgende zeewater veranderde in een keten van zandbanken. Een andere theorie is echter dat de brug het overblijfsel is van de oude kustlijn, wat suggereert dat India en Sri Lanka ooit aan elkaar vast zaten.
Ook over de aard van de brug bestaan uiteenlopende ideeën. Sommige geologen geloven dat de brug een natuurlijk verschijnsel is, terwijl anderen denken dat hij door mensen is gemaakt. De Madras High Court heeft onder andere beweerd dat de brug door mensen gemaakt zou zijn, terwijl de Indiase overheid via de Supreme Court of India beweerde dat hier geen historisch bewijs voor is.
De wetenschappelijke bepaling van de leeftijd van de brug brengt enige verwarring met zich mee. Een team van het Centre for Remote Sensing (CRS) van de Universiteit van Bharathidasan, onder leiding van Professor S.M. Ramasamy, stelde vast dat de brug zo’n 3500 jaar oud is. Andere studies geven de leeftijd echter als 4020±160 jaar.

## Kanaal
Vanwege het ondiepe water is de Adamsbrug een hinder voor scheepsverkeer op de Straat Palk. Handel tussen India en Sri Lanka is beperkt tot kleine boten. Grotere schepen uit het westen moeten om Sri Lanka heen varen om de oostkust van India te bereiken. Mede hierom heeft de Indiase overheid plannen om een kanaal te laten aanleggen door de brug heen. Dit kanaal is het Sethusamudramkanaal, en moet in totaal 40 kilometer lang worden. De aanleg van dit kanaal stuit echter op tegenstand van zowel enkele politieke partijen als hindoegroeperingen, die het droogleggen en uitgraven van de brug zien als heiligschennis.